# Roland Mischung
Roland Mischung (* 25. Oktober 1947 in Marburg) ist ein deutscher Ethnologe.

## Leben
Von 1966 bis 1974 studierte er zunächst der Mathematik und Physik, anschließend der Ethnologie, Soziologie, Vor- und Frühgeschichte, Psychologie und Thaiistik an den Universitäten Frankfurt am Main und Heidelberg; mehrere Reisen nach Nordafrika und Thailand. Von 1993 bis 2013 lehrte er als Professor für Ethnologie an der Universität Hamburg.
Seine Forschungsschwerpunkte sind Religionsethnologie, Kulturökologie, Gruppenidentitäten, soziale Räume und Südostasien.

## Schriften (Auswahl)
- Religion und Wirklichkeitsvorstellungen in einem Karen-Dorf Nordwest-Thailands. Wiesbaden 1984, ISBN 3-515-03227-4.
- Anderswelten – ethnologische Perspektiven. Beiträge aus dem Seminar „Hexerei, Zauberei und Magie“. München 2005, ISBN 978-3-640-25487-3.